# Tomorrowland
Tomorrowland — фестиваль электронной музыки, который проводится в городе Бом, Бельгия. Tomorrowland был впервые проведён в 2005 году и с тех пор стал одним из крупнейших и наиболее известных музыкальных фестивалей в мире. Длится обычно 3 дня, а билеты распродаются за несколько минут.
Tomorrowland также проводился в США (TomorrowWorld) и Бразилии (Tomorrowland Brasil).

## История
Первый фестиваль прошёл 14 августа 2005 года. Его организовала компания ID&T. Среди исполнителей были M.I.K.E., Armin van Buuren, Cor Fijneman, Yves Deruyter, Technoboy, YOJI и Coone.
Во втором фестивале 30 июля 2006 года участие принимали Armin van Buuren, Axwell, Marco Bailey, Fred Baker, David Guetta, Ruthless and DJ Zany. О диджее и продюсере Paul Oakenfold было объявлено на афише, но выступление было отменено в последний момент, так как тот находился в турне с Мадонной.
На третий год фестиваль длился два дня, в первый раз в своей истории, он прошёл 28 и 29 июля 2007 года.
В 2008 году фестиваль проходил с 26 по 27 июля. Впервые участие приняли более 100 диджеев. Число посетителей впервые превысило 50 000 человек.
В пятый раз ID&T провели фестиваль на более крупной площадке. Также была введена в действие площадка под названием «I Love the 90’s», где присутствовали такие музыканты, как M.I.K.E., Natural Born Deejays и SASH. La Rocca впервые выступила в прямом эфире на этом мероприятии. Хедлайнером на главной сцене стал Moby. Tomorrowland 2009 состоялся 25 и 26 июля и привлёк 90 000 человек.
2011 год ознаменовал расширение фестиваля до трёх дней. Все билеты были проданы уже через несколько дней после начала предварительных продаж и их количество насчитывало 180 000. Выступали David Guetta, Nervo, Swedish House Mafia, Avicii, Tiësto, Hardwell, Carl Cox, Paul van Dyk, Tensnake, Laidback Luke, Juanma Tudon, Mike Matthews, De Jeugd van Tegenwoordig и десятки других. Он был признан лучшим фестивалем такого рода в мире на Международном конкурсе танцевальной музыки в 2012 году.
Tomorrowland 2012 проходил с 27 по 29 июля, в парке Де Шор в провинции Бельгии — Боме. Всего 400 диджеев сыграли на 15 сценах, среди них были Armin van Buuren, Ferry Corsten, Skrillex, Avicii, Marco Bailey, Skazi, David Guetta, Nervo, Hardwell, Swedish House Mafia, Afrojack, Steve Aoki, Carl Cox, The Bloody Beetroots, Paul van Dyk, Martin Solveig, Chuckie, Fatboy Slim, Dimitri Vegas & Like Mike и Pendulum . На фестиваль приехало 185 000 человек более чем из 75 стран со всего мира. Благодаря огромному успеху Tomorrowland и тому, что он является бельгийским фестивалем, 24 марта ID&T решили дать бельгийцам эксклюзивную возможность по предварительным продажам (80 000 из 185 000 билетов). Менее чем за один день все билеты были распроданы, и в некоторые моменты в онлайн-очереди состояло 2 млн человек. Мировые продажи начались 7 апреля. Все билеты были проданы через 43 минуты. Помимо регулярных билетов, Tomorrowland и Brussels Airlines заключили партнерские отношения, чтобы обеспечить эксклюзивные туристические пакеты из более чем 15 городов по всему миру.
Tomorrowland 2013 проходил 26-28 июля и собрал более 180 000 зрителей в парке Де Шор в Боме. Все билеты были распроданы примерно за 35 минут. Tomorrowland также предложила свои пакеты Global Journey, а Brussels Airlines получили 140 дополнительных рейсов из 67 разных городов по всему миру, чтобы доставить поклонников фестиваля 214 различных национальностей в город Бом.
Чтобы отпраздновать 10-ю годовщину фестиваля и удовлетворить высокий спрос на билеты, Tomorrowland 2014 проходил в течение двух выходных: 18-20 июля и 25-27 июля. Состав выступающих для обоих выходных был примерно одинаков. В апреле 2014 года MTV объявили о том, что они проведут двухчасовую трансляцию «MTV World Stage» с отрывками с фестиваля (эфир — в август 2014 года), и что они снимут документальный фильм о десятом фестивале Tomorrowland. 16 апреля, композитор Ханс Циммер и Tomorrowland объявили, что они объединили свои усилия для создания гимна фестиваля. 10-й Tomorrowland посетили 360 000 человек.
Tomorrowland в 2015 году состоялся 24-26 июля и назывался «The Secret Kingdom of Melodia» (Секретное королевство Мелодии).
В 2016 году фестиваль проходил 22-24 июля и назывался «The Elixir of Life» (Эликсир жизни).
В 2017 году Tomorrowland проводится 21-23 и 28-30 июля. В этом году было продано рекордное число билетов — 400 000. Фестиваль также посетили король Филипп и королева Матильда.

## Фестивали
| Год  | Кол-во зрителей                 | Дата                              | Xедлайнеры | Тема                            |
| 2024 | 400,000                         | 19 июл. 2024 г. – 28 июл. 2024 г. | TBA | LIFE                            |
| 2023 | 400,000                         | 21 июл. 2023 г. – 30 июл. 2023 г. | Sunnery James & Ryan Marciano, The Chainsmokers, Tiesto, Vini Vici, Afrojack, Alesso, Alok, Laidback Luke, Dimitri Vegas & Like Mike, Lost Frequencies, Martin Garrix, Timmy Trumpet, Vintage Culture, Hardwell, Matisse & Sadko, Steve Angello & Sebastian Ingrosso, Armin van Buuren, John Newman, NERVO, Steve Aoki, Tale Of Us, Yves V, Otto Knows, Paul Kalkbrenner, R3hab & W&W | Adscendo                        |
| 2022 | 600,000                         | 15 июл. 2022 г. – 31 июл. 2022 г. | Afrojack, Adam Beyer, Above & Beyond, Amelie Lens, Alesso, Angerfist, Aly & Fila, Armin van Buuren, Alan Walker, Tale of Us, Dimitri Vegas & Like Mike, Timmy Trumpet, Claptone, Steve Aoki, Tiësto, Marshmello, Robin Schulz, Martin Garrix, Diplo, DJ Diesel, Major Lazer, Paul Kalkbrenner, Fisher, Lost Frequencies, Morten Breum, Joris Voorn, Nicky Romero, R3hab, Charlotte de Witte, Hardwell, Boris Brejcha, 3 Are Legend | The Reflection of Love          |
| 2021 | Отменён из-за пандемии COVID-19 | Отменён из-за пандемии COVID-19   | Отменён из-за пандемии COVID-19 | Отменён из-за пандемии COVID-19 |
| 2020 | Отменён из-за пандемии COVID-19 | Отменён из-за пандемии COVID-19   | Отменён из-за пандемии COVID-19 | Отменён из-за пандемии COVID-19 |
| 2019 | 400,000                         | 19 июл. 2019 г. – 28 июл. 2019 г. | Afrojack, Alesso, Alok, Armin van Buuren, Bassjackers, Carl Cox, David Guetta, Da Tweekaz, Dimitri Vegas & Like Mike, DJ Snake, Don Diablo, Fedde Le Grand, KSHMR, Laidback Luke, Martin Garrix, Nicky Romero, Oliver Heldens, Steve Aoki, Tiësto, Timmy Trumpet, The Chainsmokers, W&W, Yves V | The Book of Wisdom: The Return  |
| 2018 | 400.000                         | 20 июл. 2018 г. – 29 июл. 2018 г. | Armin van Buuren, Afrojack, Alan Walker, Alesso, Alok, Axwell Λ Ingrosso, David Guetta, Don Diablo, Duke Dumont, Eric Prydz, Yellow Claw, Kölsch, Ferry Corsten, Martin Garrix, Martin Solveig, Nervo, Paul van Dyk, Oliver Heldens, Solomun, Svenson & Gielen, Tiësto, Tchami, Timmy Trumpet, Steve Aoki, Dimitri Vegas & Like Mike, Nicky Romero, Marshmello, Markus Schulz, Fedde Le Grand, Sander van Doorn, Laidback Luke, Sunnery James & Ryan Marciano, Paul Kalkbrenner, Carl Cox, Cosmic Gate, Gareth Emery, Nina Kraviz, Otto Knows, Marco V, David Gravell, Ørjan Nilsen, Regi, Pete Tong, Aly & Fila, W&W, Jonas Blue, dbuttw | The Story of Planaxis           |
| 2017 | 400,000                         | 21, 22, 23 и 28, 29, 30 июля      | Armin van Buuren, Afrojack, Alan Walker, Alesso, Alok, Axwell Λ Ingrosso, David Guetta, Don Diablo, Duke Dumont, Eric Prydz, Fatboy Slim, Yellow Claw, Kölsch, Ferry Corsten, Martin Garrix, Martin Solveig, Nervo, Paul van Dyk, Oliver Heldens, Solomun, Svenson & Gielen, Tiësto, Tchami, Timmy Trumpet, Steve Aoki, Dimitri Vegas & Like Mike, Nicky Romero, Marshmello, Markus Schulz, Fedde Le Grand, Sander van Doorn, Laidback Luke, Sunnery James & Ryan Marciano, Paul Kalkbrenner, Carl Cox, Cosmic Gate, Gareth Emery, Nina Kraviz, Otto Knows, Marco V, David Gravell, Ørjan Nilsen, Regi, Pete Tong, Aly & Fila, W&W        | Amicorum Spectaculum            |
| 2016 | 180,000                         | 22, 23, 24 июля                   | Dimitri Vegas & Like Mike, Axwell Λ Ingrosso, Martin Garrix, Tiësto, Solomun, Afrojack, Alesso, Steve Aoki, W&W, David Guetta, Armin van Buuren, The Chainsmokers, Don Diablo, Steve Angello, DVBBS, Marshmello, Fox Stevenson, Nervo | The Elixir of Life              |
| 2015 | 180,000                         | 24, 25, 26 июля                   | 3 Are Legend, Avicii, Afrojack, Alesso, Armin van Buuren, Axwell Λ Ingrosso, Carl Cox, David Guetta, Dimitri Vegas & Like Mike, Hardwell, Oliver Heldens, Steve Aoki, The Symphony Of Unity, Tiësto, W&W, DVBBS | The Secret Kingdom of Melodia   |
| 2014 | 360,000                         | 18, 19,20 и 25, 26, 27 июля       | Afrojack, Armin van Buuren, Avicii, David Guetta, Dimitri Vegas & Like Mike, Hardwell, Martin Solveig, Steve Aoki, Tiësto, Skrillex | The Key to Happiness            |
| 2013 | 180.000                         | 26, 27, 28 июля                   | Axwell, Tiësto, Armin van Buuren, Hardwell, Afrojack, David Guetta, Avicii, Steve Aoki, Nicky Romero, Sebastian Ingrosso | The Arising of Life             |
| 2012 | 180,000                         | 27, 28, 29 июля                   | David Guetta, Steve Aoki, Swedish House Mafia, Avicii, Afrojack, Above & Beyond, Wildstylez, Hardwell, Paul Van Dyk, Carl Cox | The Book of Wisdom              |
| 2011 | 180,000                         | 22, 23, 24 июля                   | Faithless, 2 Many DJs, David Guetta, Swedish House Mafia, DJ Tiësto, Avicii, Paul van Dyk | The Tree of Life                |
| 2010 | 120,000                         | 24, 25 июля                       | David Guetta, Swedish House Mafia, Tara McDonald, DJ Chuckie, Armin van Buuren, Dada Life, Roger Sanchez | Zon (Sun)                       |
| 2009 | 90,000                          | 25, 26 июля                       | Push, Natural Born Deejays, Sash!, Moby, Felix da Housecat, David Guetta, Paul van Dyk | Masker (Mask)                   |
| 2008 | 50,000                          | 26, 27 июля                       | Carl Cox, David Guetta, Dr. Lektroluv, Yves V, Armin van Buuren, Felix da Housecat |                                 |
| 2007 | 50,000                          | 28, 29 июля                       | Magnus, Marco Bailey, Shameboy, Jan Van Biesen, Roger Sanchez, David Guetta, Headhunterz |                                 |
| 2006 | 15,000                          | 30 июля                           | Armin van Buuren, David Guetta, Fred Baker, Zany, Ruthless, Marco Bailey |                                 |
| 2005 | 9,000                           | 14 августа                        | Push, Armin van Buuren, Cor Fijneman, Yves Deruyter, Technoboy, Coone, David Guetta |                                 |